# Occlusiva retroflessa sonora
L'occlusiva retroflessa sonora è una consonante, rappresentata con il simbolo [ɖ] nell'alfabeto fonetico internazionale (IPA).
Nella lingua italiana tale fono non è presente.

## Caratteristiche
La consonante occlusiva retroflessa sonora presenta le seguenti caratteristiche:
- il suo modo di articolazione è occlusivo, perché questo fono è dovuto all'occlusione del canale orale (la bocca), seguita da un brusco rilascio (esplosione);
- il suo luogo di articolazione è retroflesso, perché nel pronunciare tale suono la punta della lingua si flette all'indietro a toccare il palato;
- è una consonante sonora, in quanto questo suono è prodotto con la vibrazione delle corde vocali.

## Nelle lingue
In siciliano, salentino, sardo ed elbano occidentale questo suono si trova come allofono dell'occlusiva alveolare sonora [d] o della [l]) ed è sempre doppio. Ne è un esempio la pronuncia siciliana o salentina delle parole «bello» e «cavallo», rispettivamente [ˈbɛɖː(ʐ)ʊ e [kaˈvaɖː(ʐ)ʊ, oppure la parola sarda nudda, pronunciata [ˈnuɖːa].
Analogamente nel dialetto salentino parlato a Lecce e nella lingua sarda, si ha il suono invertito della d cacuminale ogni qual volta la doppia d corrisponde alla doppia l intervocalica italiana o latina. Per questo cavallo e caballum sono rispettivamente [ˈkaɖːu] in sardo e [kaˈvaɖːu] o [ˈkaɖːu] in leccese, eccetera. Lo stesso suono si ha nel nesso nd in parole sarde quali [faˈteɳɖe], [ˈtaɳɖo], [ˈkaɳɖo].

### Salentino
Nel Dialetto salentino è presente in numerose parole ed è reso con ⟨ddh⟩ e ⟨ddhr⟩; in grafia accurata o in studi scientifici ⟨ḍḍ⟩:
- caddhina «gallina»
- beddha «bella»
- mmuddhatu «bagnato»

### Sardo
Nella lingua sarda è presente in numerose parole ed è reso con ⟨dd⟩; alcuni lo scrivono come ⟨dh⟩:
- nieddu «nero»
- pudda «gallina»

### Siciliano e calabrese
Nella lingua siciliana e nei rispettivi dialetti calabresi meridionali è presente in numerose parole ed è reso con ⟨ḍḍ⟩; alcuni lo scrivono come ⟨dd⟩ e ⟨ddh⟩:
- cavaḍḍu «cavallo»
- beḍḍu «bello»

### Corso
Nella lingua corsa parlata nel sud dell'isola (e nella variante della Gallura in Sardegna) è presente in numerose parole ed è reso con ⟨dd⟩:
- cavaddu «cavallo»
- beddu «bello»
- ghjaddina «gallina»

### Tosco-Emiliano
Nei dialetti bolognesi montani alti e dialetti di transizione lucchesi: śtorièḍa (dialetto di Brica), mantèḍa (dialetto di Treppio). (Anche in certi dialetti toscani e lunensi.)

### Svedese
In lingua svedese tale fono è reso con la grafia ⟨rd⟩:
- nord "nord" [nuːɖ]

### Hindi
In lingua hindi:
- डेढ़ [ɖeːɽʱ]

### Norvegese
In lingua norvegese:
- varde "tumulo" [ˈvɑɖːɛ]

### Giavanese
In lingua giavanese è reso con ⟨dh⟩:
- Dhahar "mangiare"

### Kannada
In lingua kannada:
- ಅಧಸು "aderire" [ʌɖʌsu]

### Nihali
In lingua nihali:
- "uno" [biɖum]